# Young-Holt Unlimited
Young-Holt Unlimited était un groupe américain de soul/jazz originaire de Chicago et composé du percussionniste Isaac Holt et du bassiste Eldee Young, anciens membres du trio de Ramsey Lewis.

## Discographie
- 1967 : Wack Wack (sous le nom The Young Holt Trio)
- 1967 : On Stage
- 1968 : Soulful Strut
- 1968 : Funky But!
- 1969 : Just a Melody
- 1970 : Mellow Dreamin'
- 1971 : Born Again
- 1973 : Oh, Girl
- 1973 : Young-Holt Unlimited Plays Super Fly